# Kaczvinszky József
Kaczvinszky József (Budapest, 1904. augusztus 9. – 1963. október 29.) magyar szakíró, keletkutató, műfordító, jógaoktató. Fő műve, a háromkötetes Kelet világossága a hazai jógairodalom kiemelkedő, jelentős alkotása.

## Élete
Nagyszülei nevelték fel. Már egészen fiatalon tudományos könyveket olvasott, nyugati modern írásokat és távol-keleti bölcseleti munkákat egyaránt. Nagyapja tekintélyes magánkönyvtárral rendelkezett. 
1926-ban, 22 évesen jelent meg első első irodalmi kísérlete, melyet Olaszországban írt, ahol betegségére gyógyulást keresve, előkészület nélkül. Ez volt a Három nap — két élet című regénye, amit a Budapesti Hírlap közölt részletekben. 1927-ben pedig Áldozatok című tárcája. 1933-ban a Gyermekvédelem folyóirat februári számában jelent meg Miért hazudik a gyermek? című cikke. Ugyanekkor a Magyar Szülők Szövetsége az írót egyik titkárává választotta.
Széles körű műveltsége révén a húszas években már előadásokat tartott a keleti filozófiáról, Patandzsali aforizmáiról és a szanszkritról. 1937-ben megházasodott. 1945-ig vegyészként dolgozott egy tejipari üzemben, valamint raja jógát oktatott. Ekkorra már jelentős méretű tanítványi kör alakult ki körülötte. 1957-ben újraházasodott. 1958-ban felbukkanó betegségei miatt tanítványi körét fokozatosan szűkíteni kezdte. 1963. október 29-én halt meg.

## Szakírói munkássága
Tudományos felkészültsége figyelemreméltóan nagy volt. Noha napjainkban elsősorban keletkutatóként, az ind-hindu hagyomány yoga darsanájának elmélyült tanulmányozójaként ismert, Kaczvinszky foglalkozott pszichológiával, matematikával, fizikával, valamint szimbólumelemzésekkel és a Tarottal is, sőt, több megírt novella is fennmarad tőle. Ugyanakkor műveinek jó része életében nem kerülhetett kiadásra; a Kelet világosságán kívül írásai csak kéziratként voltak megszerezhetőek a kommunizmus alatt. Csupán a rendszerváltást követően nyílt rá lehetőség, hogy kiadatlan könyveinek és tanulmányainak egy része végre megjelenhessen. Bár kisebb terjedelmű írásokat már közöltek tőle korábban is, voltaképpeni életművének kiadását a nyíregyházi Kötet Kiadó kezdte meg 1994-ben, illetve 1995-ben, midőn újra megjelentette az addigra már nehezen beszerezhető Kelet világosságát. Az életműkiadást a debreceni Kvintesszencia Kiadó folytatta 2001-ben, kiadván három írását egy könyvben, majd pedig a miskolci-ongai Hermit Kiadó jelentetett meg tőle több önálló kötetet, valamint egy műfordítást.

## Művei

### Hivatalosan kiadott művek
- Kelet világossága I. Bevezetés a Yogába. Írás, Bp., 1943; Kötet, Nyíregyháza, 1994; Hermit, 2015
- Kelet világossága II. Gyakorlati Yoga. Írás, Bp., 1943; Kötet, Nyíregyháza, 1995; Hermit, 2016
- Kelet világossága III. Misztikus Yoga. Írás, Bp., 1943; Kötet, Nyíregyháza, 1995
- A hét beavatás / "F" napló / Yoga aforizmák. Kvintesszencia, Debrecen, 2001, 2016
- A hét beavatás; Hermit, 2009
- Yoga aforizmák; Hermit, Onga, 2012
- Meditációs könyv / Töredékek / A Tarot nagy arkánuma; Hermit, Onga, 2015

### Kiadatlan művek (válogatás)
- Intrazeriális matematika. Kézirat, 1959

### Publikációk (válogatás)
- Tanácsok, meditáció. In: Humanisztikus pszichológia. Közművelődés Háza, 1990
- Misztikus yoga – Az elmélyedés tudománya. In: Őshagyomány, 1992/7.
- Meditáció. In: Új Forrás, 1993/10.
- A hét beavatás (II. fejezet). In. Baranyi Tibor Imre – Horváth Róbert (szerk.): Tradíció MMIII. A metafizikai tradicionalitás évkönyve. Kvintesszencia, 2003
- A mélypszichológia jövője és fejlődési lehetőségei. In: Deák Zsolt (szerk.): Jung nálunk I. Ursus Libris, 2017

### Fordítások (válogatás)
- Patandzsali Yoga-aforizmái (megjelent a Kelet világosságának III. kötetében)
- Lü Tung-pin: Az aranyvirág fakadásának titka (Taj ji Csin hua cung cse). Hermit, 2010